# Ricinulei
Ricinulei reprezintă un ordin de arahnide care se evidențiază prin prezența cucullus-ului – o glugă ce acoperă orificiul bucal și chelicere. O altă deosebire constituie corpul blindat cu o cuticulă groasă, modificarea celei de a treia pereche de picioare și prin mecanismul de cuplarea a prosomei cu opistosoma. Până în 2010 au fost identificate circa 67 de specii.

## Morfologie externă

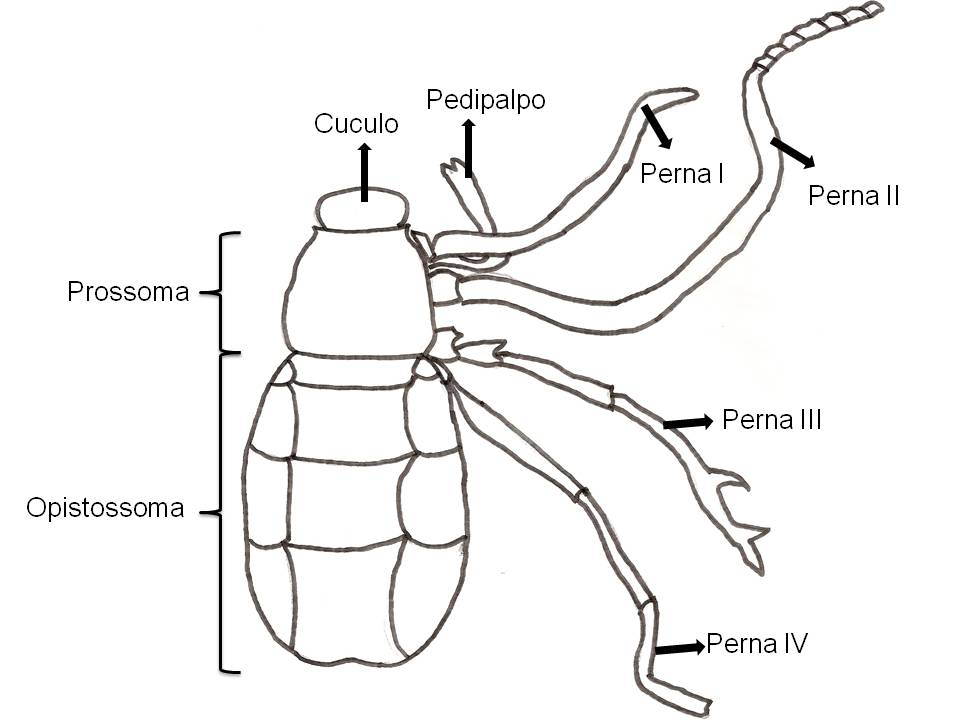
Morfologie externă, vedere dorsală

Corpul ricinuleidelor este divizat în două regiuni: prosomă (cefalotorace) și opistosomă (abdomen). Ricinuleidele au aproximativ 5 - 10 mm în lungime , cel mai mare este Ricinoides atewa. 
Cuticula (exoscheletul) care acoperă corpul este deosebit de dură, având o grosime de 0,5 mm. Partea dorsală este acoperită cu tergite, iar cea ventrală - cu sclerite. Motivul pentru care cuticula este atât dură la ricinuleide nu este cunoscut. La prima vedere, grosimea ei ar reprezenta un dezavantaj, lipsind ricinuleidele flexibilitatea necesară pentru dilatarea opistosomei, după o masă bogată sau când femela este fecundată, de exemplu. Totuși, aceasta nu prezintă o problemă, opistosoma se poate extinde în lateral și între tergite. 
Suprafața cuticulei prezintă mai multe tipuri de tuberculi, fisuri, perișori și alte proeminențe tegumentare. Unele specii (de exemplu, genul Ricinoides) sunt în întregime acoperite cu tuberculi, în timp ce altele (de exemplu, unele din genul Pseudocellus) sunt aproape lipsite de ei . După fiecare năpârlirea, tuberculii migrează spre marginea carapacei.
Prosoma este acoperită cu o carapace divizată în două părți laterale de către un mic șanț median. La multe specii de Ricinulei, la marginea laterală a prosomei, deasupra coxei celei de a doua perechi de picioare, este câte o pată fotosensibilă, lipsită de tuberculi. În acestă zonă la ricinuleidele fosile se aflau ochii . În partea anterio-dorsală a prosomei se află o excrescență, numită cucullus, ce poate fi ridicat și coborât vertical peste chelicere și orificiul bucal. Cucullus-ul îndeplinește diverse funcții: protecția aparatului bucal, capturarea și reținerea prăzii, transportul ouălor. În exterior, aparatul bucal este înconjurat de buza superioară (labrum) și buza inferioară (labium). Prosoma portă câte o pereche de chelicere și pedipalpi, și patru perechi de picioare.
Chelicerele sunt compuse din două articole: unul fix și altul mobil. Articolul fix este mult mai mic decât cel mobil. Chelicerele sunt acoperită cu perișori senzitivi . 
Pedipalpii sunt alcătuiți din următoarele segmente: coxă, trohanterul, femurul, patelă, tars și gheare. Articolul terminal - tarsului (fix) și ghearele (mobile) formează o chelă (clește). Pedipalpii sunt folosiți la manipularea hranei, dar și ca organe senzitive datorită abundenții a perișorilor senzitivi .
Picioarele sunt alcătuite din 7 articole: coxă, trohanter, femur, patela, metatars (bazitars) și tars, plus gheare tarsale. Primele trei perechi de apendice sunt fixat rigid de corp, iar ultima pereche - mobil. La masculi, a treia pereche de picioare sunt modificate în gonopode, adaptate pentru transferul spermei în timpul copulației. Forma gonopodelor este utilizată le determinarea speciei. Primele două perechi de picioare sunt utilizate și ca „organe” senzitive .
Opistosoma este alcătuită din 10 segmente, primele două formează pedicelul îngust și ultimele patru – pigidiu: inel în jurul anusului. Opistosoma se acordă cu prosoma printr-un pedicel îngust, deși, aparent, prosoma și opistosoma se unesc printr-o formațiune foarte largă. Acestă aparență se datorează faptului că marginea dorso-anterioară a opistosomei alunecă sub partea posterioară a carapacei, iar coxele ultimilor picioare acoperă pedicelul în regiunea ventrală. Pe pedicel este situat orificiul genital, ceva neîntâlnit la alte arahnide. Segmentele pigidiul pot fi retrase unul în altul, ca un telescop, iar apoi întreg pigidiu retras în opistosomă.

## Anatomie
Sistemul nervos este puternic comasat, reprezintă o masă ganglionară străbătută de esofag. Organele se simț sunt reprezentate, în principal, de perișori și orificii cuticulare senzitive. Organele de văz lipsesc, dar cu excepția petelor fotosensibile. Însă ele posedă o gamă largă de receptori care furnizează informația necesară. Cercetările au descoperit la aceste arahnide 11 tipuri de organe senzitive specializate în: chemorecepție, mecanorecepție, termorecepție etc. Aceste organe pot fi distribuite pe suprafața corpului solitar sau în grupuri.
Aparatul cardio-vascular include o inimă și o aortă cefalic scurtă, ce alimentează masa ganglionară . Respirația are loc prin trahei ramificate, care se deschid prin stigme situate pe partea dorsală a prosomei. Cel puțin o specie braziliană are un „plastron” care împiedică pătrunderea apei în trahei în timpul ploilor . Tubul digestiv cuprinde: orificiul bucal, faringe, esofag, intestin mediu și diverticuli, intestin posterior și anus. Intestinul mediu prezintă diverticule în care au loc procesele digestive și depozitarea nutrienților . Excreția se realizează prin tuburile lui Malpighi – în opistosomă și de glandele coxale – în prosomă. 
Glandele sexuale se găsesc în opistosomă. Femelele posedă o spermatecă pentru depozitarea spermei . 

## Reproducere

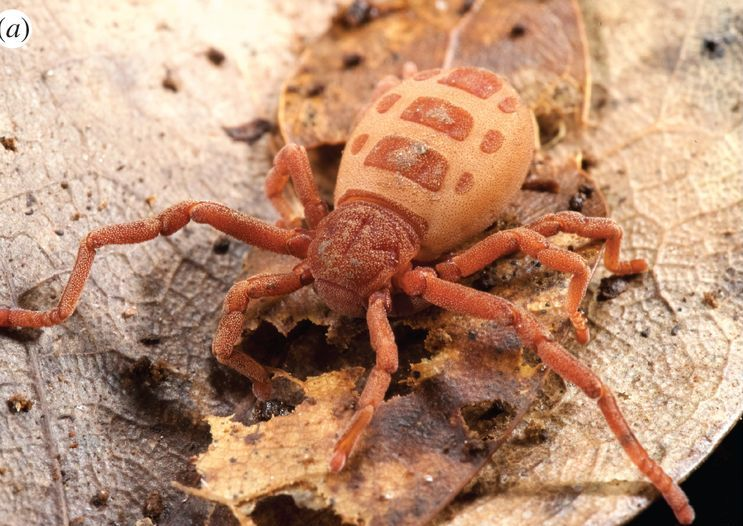
Nimfă (Ricinoides atewa)

Dimorfismul sexual se manifestă prin dimensiunile mai mari ale femelei și prezența gonopodelor la masculi. Ricinuleidele sunt animale unisexuate, cu fecundare internă. Împerecherea este inițiată de un comportament special de curtare de către mascul. Masculii introduc sperma în orificiul genital femel cu ajutorul gonopodelor . Femele depun 1 – 2 ouă care sunt ținute cu ajutorul cucullus-ului. Larvele eclozate din ouă se deosebesc de adulții prin prezența a numai 3 perechi de picioare, și organe genitale slab dezvoltate. După prima năpârlire, larvele devin nimfe cu toate picioarele dezvoltate - în așa fel are loc procesul de metamorfoză incompletă, similar unor acarieni. Ricinuleidele ajung la maturitate la 1 - 2 ani, trăiesc în jur de 10 ani.

## Ecologie
În prezent, ricinuleidele cunoscute habitează doar în litiera pădurilor tropicale și peșteri. Ele preferă zonele umede cu o temperatură constantă. Ricinuleidele sunt animale prădătoare, dieta lor include diverse artropode, precum termite, larve ale insectelor, păienjeni tineri etc.. În general, aceste arahnide sunt slab studiate și puțin se cunoaște despre comportamentul lor. Multe specii de ricinuleide pot fi considerate vulnerabile, din cauza defrișărilor pădurilor.

## Fosile
Ricinulei sunt unici printre arahnide, deoarece primul reprezentat din acest ordin (Curculioides ansticii) a fost găsit fosilizat, descris în 1837 de geologul englez William Buckland, deși l-a interpretat greșit ca un coleopter  . 
Toate cele 15 ricinuleide fosile descoperite până în prezent provin din Carboniferul târziu. Ele au fost răspândite pe teritoriul actual al Americii de Nord (Pennsylvania) și Europei Centrale. Ricinuleidele fosile au fost revizuite în detaliu în 1992 de Paul Selden, care le-a grupat în subordinul Palaeoricinulei . Fosilele sunt clasificate în două familii: Curculioididae cu 11 specii și 2 genuri, și Poliocheridae cu 4 specii și, la fel, două genuri. Ricinuleidele din familia Poliocheridae seamănă cel mai bine cu ricinuleidele moderne. Aceștia au opistosoma cu tergite divizate și evidente, iar tergitele celor din Curculioididae sunt contopite având un singur șanț median – o linie longitudinală. Acestea seamănă superficial cu elitrele unui gândac, prin ce și se explică faptul de ce Buckland inițial a identificat greșit prima specie fosilă.

## Sistematică

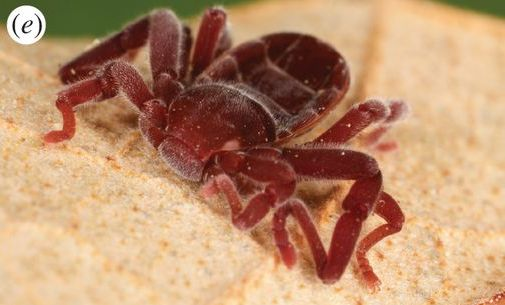
Femelă din genul Cryptocellus (Panama)

Au fost descrise aproximativ 67 de specii (2010), grupate într-o singură familie: Ricinoididae . Ele sunt răspândite în Africa Centrală de Vest (gen. Ricinoides) și în America tropicală (gen. Cryptocellus și Pseudocellus) . Pe continentul american, limita de nord al arealul de răspândire trece prin nordul Mexicului - sudul statului Texas și la sud prin Peru - bazinul Amazonului .
În prezent ordinul este divizat în două subordine: Neoricinulei – cu speciile actuale și două subordine cu specii fosile: Palaeoricinulei și Primoricinulei.
- Subordin Neoricinulei
  - Familie Ricinoididae
    - Gen Cryptocellus
    - Gen Pseudocellus
    - Gen Ricinoides
- Subordin †Palaeoricinulei
  - Familie †Curculioididae
    - Gen †Amarixys
    - Gen †Curculioides

  - Familie †Poliocheridae
    - Gen †Poliochera
    - Gen †Terpsicroton
- Subordin †Primoricinulei
  - Familie †Hirsutisomatidae
    - Gen †Hirsutisoma

  - Familie †Monooculricinuleidae
    - Gen †Monooculricinuleus

  - Familie †Primoricinuleidae
    - Gen †Primoricinuleus